# Баранов, Владислав Сергеевич
Владислав Сергеевич Баранов (6 ноября 1940 — 1 сентября 2022, Санкт-Петербург) — российский учёный-генетик, специалист по медицинской генетике и эмбриологии млекопитающих. Член-корреспондент РАН (2014), РАМН (2002), профессор (1994), доктор медицинских наук. Руководитель лаборатории пренатальной диагностики НИИ акушерства, гинекологии и репродуктологии (АГиР) имени Д. О. Отта, профессор СПбГУ и Военно-медицинской академии. Главный специалист Санкт-Петербурга и Северо-западного региона РФ по медицинской генетике. Заслуженный деятель науки РФ (2005).

## Биография
Окончил лечебный факультет Львовского государственного медицинского института с отличием (1963) и аспирантуру в Институте экспериментальной медицины АМН СССР (г. Ленинград). Ученик профессора А. П. Дыбана. В Институте экспериментальной медицины — с 1963 по 1987 год: аспирант до 1966 года, затем научный сотрудник отдела эмбриологии, с 1980 года с. н. с. лаборатории биохимический генетики. В 1966 году защитил кандидатскую диссертацию, а в 1976 году — докторскую. Звание профессора по генетике получил в 1994 году.
В 1987 году на базе лаборатории генетики человека Института акушерства и гинекологии АМН СССР организовал и с того времени поныне возглавляет лабораторию пренатальной диагностики наследственных и врожденных болезней ныне НИИ акушерства, гинекологии и репродуктологии им. Д. О. Отта, с 1993 года имеющую статус Федерального медико-генетического центра.
Входит в состав учёного совета НИИ.
Профессор кафедры акушерства, гинекологии и репродуктологии СПбГУ и кафедры детских болезней Военно-медицинской академии. Член двух диссертационных советов по защите докторских диссертаций — при НИИ АГиР им. Д. О. Отта и СПбГУ. Под началом В. С. Баранова защищено 7 докторских и 32 кандидатских диссертации.
Член редколлегий журналов «Пренатальная диагностика», «Медицинская генетика», «Экологическая генетика», «Human mutations», «Balkan J. Médical Genetics».
Главный внештатный специалист МЗ по СЗ ФО РФ и Комитета по здравоохранению Правительства Санкт-Петербурга по медицинской генетике. Член Проблемного совета по медицинской генетике Коллегии МЗ РФ. Член Совета Санкт-Петербургского отделения Вавиловского общества генетиков и селекционеров, член правления Российского общества медицинских генетиков. Академик РАЕН. В 1995—2004 годы — эксперт ВОЗ по генетике человека. Вице-президент Европейского цитогенетического общества (1997—2005).
Лауреат премий имени академика А. А. Баева (1995), имени И. П. Павлова (2008), РАМН им. С. Н. Давиденко за лучшую работу по медицинской генетике (2009). Отмечен знаком «Отличник здравоохранения» (2007), медалью им. С. Н. Давиденкова Российского общества медицинских генетиков (2007).
Автор более 500 работ, учебников по медицинской генетике, методических пособий и руководств.
Дочь Елена Баранова, также генетик.